# Granodiorit

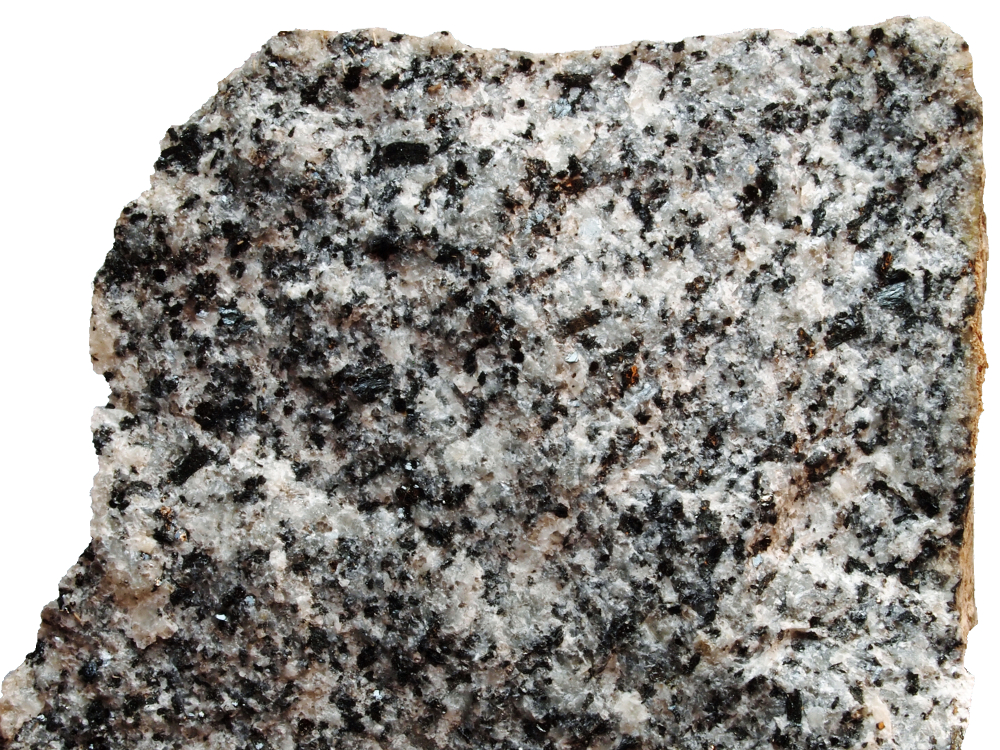
Granodiorit amfibolicko-biotitický (Krhanice)

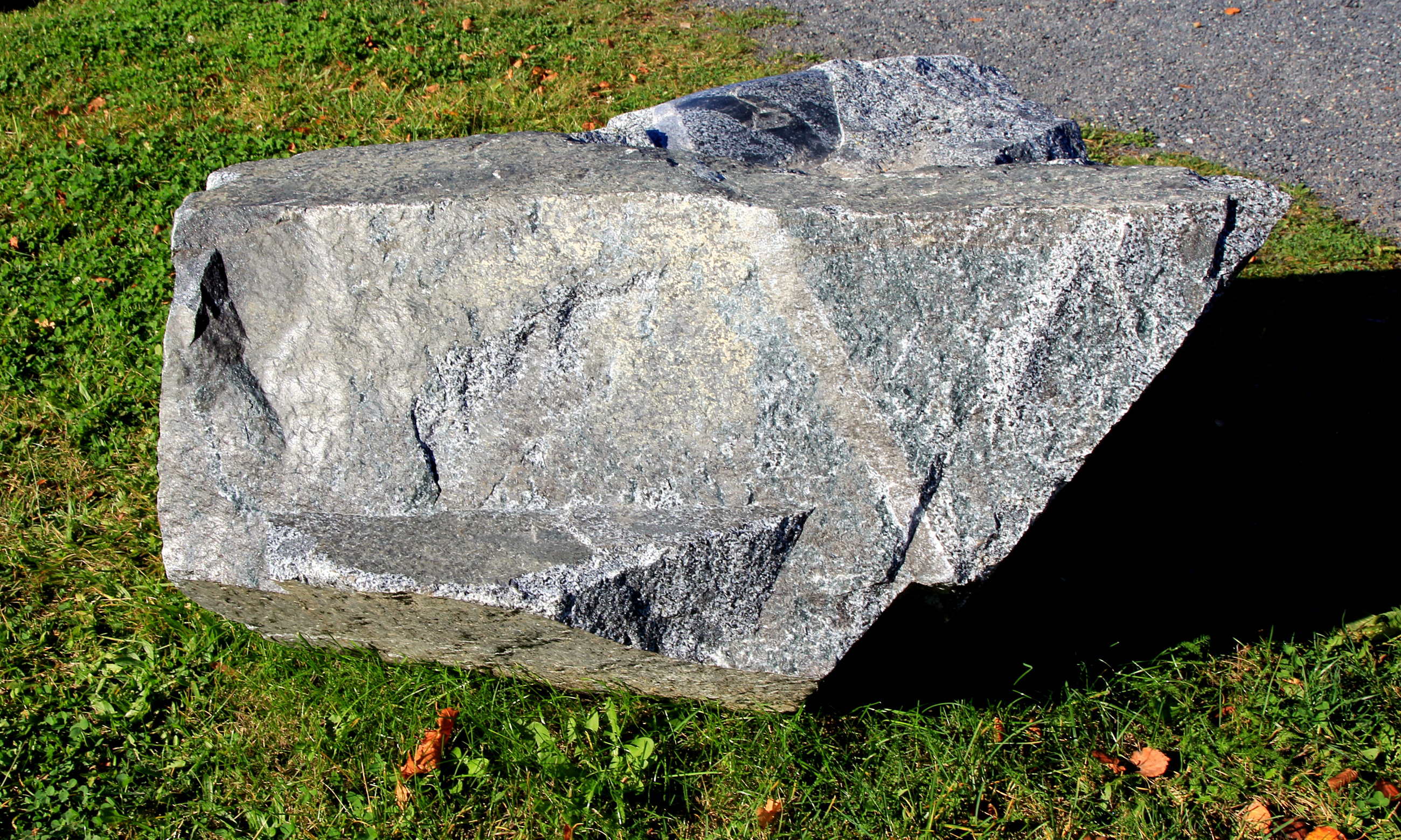
Granodiorit z lomu u obce Mrač

Granodiorit je hlubinná vyvřelá hornina s podstatným množstvím křemene. Je blízký žule (granitu), od které je makroskopicky těžko rozeznatelný. Označení zavedl v roce 1893 americký geolog G. F. Becker.
Granodiority bývají světle šedé. Jejich stavba je všesměrná, obvykle rovnoměrně zrnitá, zřídka porfyrická.

## Složení
Granodiorit obsahuje v podstatném množství křemen, plagioklas i draselný živec, přičemž plagioklas nad draselným živcem převládá. Z dalších minerálů bývá často přítomen biotit a amfibol. Muskovit bývá přítomný pouze vzácně, a pokud ano, tak je vždy doprovázen biotitem. S turmalínem se u granodioritů, na rozdíl od žul nesetkáváme.

## Výskyt
Granodiority mnohdy tvoří rozsáhlá tělesa. Spolu s žulami jsou nejrozšířenějšími hlubinnými vyvřelými horninami. V České republice se vyskytuje hojně např. ve středočeském nebo brněnském plutonu.
Z granodioritu je také bludný balvan Chudów ve Slezském vojvodství v Polsku.

## Využití
Granodiorit je těžen a zpracováván v kamenickém průmyslu. Vyrábí se z něho např. dekorační obklady, různé obrubníky a dlažba.

## Památky
- Tzv. Čertův sloup v Karlachových sadech na Vyšehradě[4]